# It's Not Easy Being Greene
It's Not Easy Being Greene is de dertiende aflevering van het tweede seizoen van de televisieserie ER, die voor het eerst werd uitgezonden op 1 februari 1996.

## Verhaal
Dr. Greene krijgt slecht nieuws over de rechtszaak van O'Brien, het ziekenhuis wil een schikking treffen met O'Brien. Dr. Greene is het hier niet mee eens omdat dit hem altijd zal achtervolgen in zijn personeelsdossier. Later sterft een patiënt van hem zonder verklaarbare reden.
Harper vindt een goede kandidaat voor het programma van Dr. Vucelich, en Carter neemt de eer op zich. 
Dr. Benton wordt in het team van Dr. Vucelich opgenomen. Later wordt hij toch achterdochtig op de toelatingseisen, voor de patiënten voor het programma, die Dr. Vucelich hanteert. 
Dr. Ross krijgt een patiënt die vermoedt dat hij homoseksueel is, maar bang voor de reactie van zijn vader is. Dr. Ross probeert hierin te bemiddelen.
Dr. Weaver benoemt zichzelf als mentor voor Dr. Lewis, die hier niet echt op zat te wachten.
Hathaway heeft na het kopen van haar huis dringend geld nodig voor onderhoud. Een patiënte brengt haar op een winstgevend idee, het kweken van wormen.

## Rolverdeling

### Hoofdrol
- Anthony Edwards - Dr. Mark Greene
- George Clooney - Dr. Doug Ross
- Eriq La Salle - Dr. Peter Benton
- Sherry Stringfield - Dr. Susan Lewis
- Ron Rifkin - Dr. Carl Vucelich
- Laura Innes - Dr. Kerry Weaver
- William H. Macy - Dr. David Morgenstern
- Richard Minchenberg - Dr. P.K. Simon
- Michael Bryan French - Dr. MacGruder
- Megan Cole - Dr. Upton
- Noah Wyle - John Carter
- Christine Elise - Harper Tracy
- Gloria Reuben - Jeanie Boulet
- Julianna Margulies - verpleegster Carol Hathaway
- Ellen Crawford - verpleegster Lydia Wright
- Yvette Freeman - verpleegster Haleh Adams
- Deezer D - verpleger Malik McGrath
- Laura Cerón - verpleegster Chuny Marquez
- Vanessa Marquez - verpleegster Wendy Goldman
- Suzanne Carney - OK verpleegster Janet
- Abraham Benrubi - Jerry Markovic

### Gastrol
- Megan Gallagher - Kathy Snyder
- Josette DiCarlo - Mrs. D'Angelo
- Jonah Rooney - Ray
- Michael Alldredge - vader van Ray
- Lisa Waltz - Mrs. Wimbur
- Jennifer Rhodes - Mrs. Henry
- Channing Chase - Claire
- Sandy Martin - Mrs. Zarian

en vele andere